# Spider-Man (TV serija, 1994)
Spider-Man je ameriška superjunaška animirana televizijska serija, ki temelji na istoimenskem superjunaku iz Marvelovih stripov. Serija je bila predvajana na kanalu Fox Kids Network od 19. novembra 1994 do 31. januarja 1998, skupno pa je bilo predvajanih pet sezon, ki so sestavljene iz 65 epizod. Serijo je produciral Marvel Films, animiral pa TMS-Kyokuichi.   
Serija je bila prva, ki je predstavila zgodbo "Spider-Verse", znano tudi kot "Spider-Man Multiverse", ki je kasneje navdihnila podobne pripovedi v različnih stripih, risankah in filmih o Spider-Manu v začetku 21. stoletja.
Revija People je oddajo opisala kot eno najboljših animiranih serij vseh časov.

## Vloge
- Christopher Daniel Barnes – Peter Parker / Spider-Man
- Saratoga Ballantine – Mary Jane Watson

- Edward Asner – J. Jonah Jameson

- Roscoe Lee Browne – Wilson Fisk / Kingpin
- Lina Gary – May Parker

- Rodney Saulsberry – Joseph "Robbie" Robertson

- Joseph Campanella – Doktor Curt Connors / Kuščar

- Jennifer Hale – Felicia Hardy / Črna mačka

- Gary Imhoff – Harry Osborn (Zeleni Goblin)

- Neil Ross – Norman Osborn (Zeleni Goblin)

- Maxwell Caulfield – Alistair Smythe / Ultimate Spider Slayer
- Gregg Berger – Quentin Beck / Mysterio

- Efrem Zimbalist Jr. – Doktor Otto Octavius / Doktor Octopus

- Jim Cummings – Šoker
- Don Stark – Nosorog

- Hank Azaria – Eddie Brock / Venom
- Scott Cleverdon – Cletus Casady / Carnage

- Mark Hamill – Jason Philips / Hobgoblin

- Martin Landau – Mac Gargan / Škorpijon

- Jeff Corey – Elderly Silvermane

- Majel Barrett – Anna Watson

- David Warner – Herbert Landon

- Brian Keith – Stric Ben

- Earl Boen – Rdeči Skull, Beyonder

- Joan Lee – Madame Web

- Stan Lee

## Vsebina
Serija spremlja Petra Parkerja, študenta na univerzi Empire State, ki se trudi uskladiti svoje odgovornosti kot zamaskirani junak Spider-Man s težavami svojega osebnega življenja. Poleg boja proti kriminalu mora Parker krojiti svojo romantično naklonjenostjo do simpatij Mary Jane Watson in Felicie Hardy, ohranjati prijateljstvo s Harryjem Osbornom, se osredotočati na svojo uspešnost na univerzi kot učenec doktorja Curta Connorsa in pomagati podpirati svojo teto May po smrti njegovega strica Bena, tako da dela kot samostojni fotograf za Daily Bugle. The Bugle je v lasti glasnega založnika J. Jonaha Jamesona, ki pogosto uporablja Parkerjeve slike za diskreditacijo in izvajanje kampanje kriziranja Spider-Mana. Parkerjevi vrstniki na ESU so nogometni zvezdnik Flash Thompson, priljubljena baristka Liz Allan, znanstvena genija Debra Whitman in raziskovalni tekmec Michael Morbius.
Kot Spider-Man se Parker sooča z različnimi superzlobneži, ki grozijo New Yorku, kot npr. Kingpin in Hobgoblin, Doktor Octopus in Zeleni Goblin, Mysterio ter nezemeljska simbiota Venom in Carnage. Spider-Manu v boju proti kriminalu občasno pomagajo drugi superjunaki, vključno z Možjem X, Kaznovalcem, Bladom, Doktorjem Strangeom, Daredevilom, Iron Manom in Stotnikom Ameriko.